# Miazma
A miazma görög eredetű szó, a fertőzés azon fajtája, amelynél a betegséget okozó ágens nem közvetlenül más beteg embertől származik, hanem az állati szervezeten kívül, főleg a talajban tartózkodik, szaporodik és innen jut levegő, víz stb. közvetítésével olyan emberek szervezetébe, akik megfelelő helyen magukat az ilyen kórokozó hatásának kiteszik. Ide tartozik elsősorban a malária, sárgaláz, továbbá az ízületi csúz, a szeptikus csontvelőgyulladás, a fekélyes szívbelhártya-gyulladás, a tüdőgyulladás. Ezek az ún. miazmatikus betegségek.
A görög mitológiában a miazma egy külön életet élő ragályos erő. Amíg haláláldozattal meg nem tisztul a bűnös, a szerencsétlenség a társadalmat tartósan fogja sújtani. Példa rá Atreusz, aki megvendégelte testvérét, Thüesztészt egy finom pörköltre saját gyermekeinek húsából. A miazma megfertőzte Atreusz teljes családját, ahol egyik erőszakos bűncselekmény követte a másikat, alapot szolgáltatva számos görög mítosznak.

## Fordítás
- Ez a szócikk részben vagy egészben  a   Miasma (Greek mythology) című angol Wikipédia-szócikk fordításán alapul.  Az eredeti cikk szerkesztőit annak laptörténete sorolja fel. Ez a jelzés csupán a megfogalmazás eredetét és a szerzői jogokat jelzi, nem szolgál a cikkben szereplő információk forrásmegjelöléseként.